# Elaeagnus umbellata
Oléastre à ombelles
Espèce
Classification APG II (2003)
Elaeagnus umbellata est une espèce de plante à fleurs de la famille des Elaeagnaceae. C'est un grand buisson ou un petit arbre à feuilles caduques  originaire d'Asie. Il est aussi connu des jardiniers sous le nom de chalef d'automne. 

## Description

### Appareil végétatif
Le feuillage est vert bleuté comme argenté.

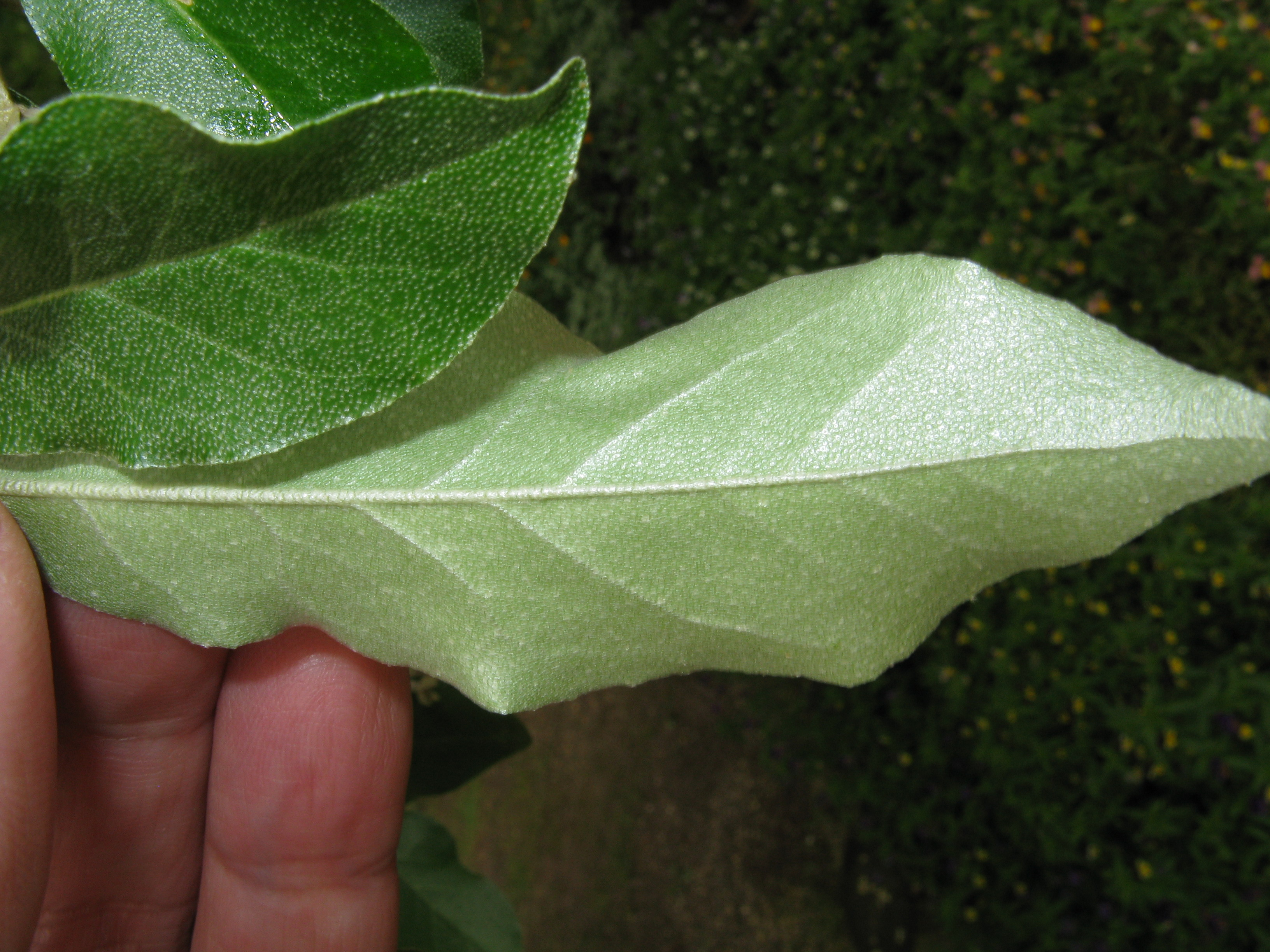
Feuilles.
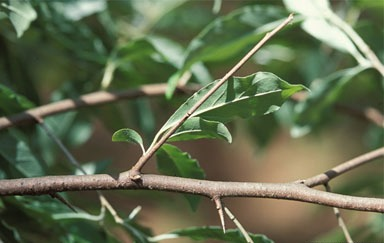
Tige épineuse.
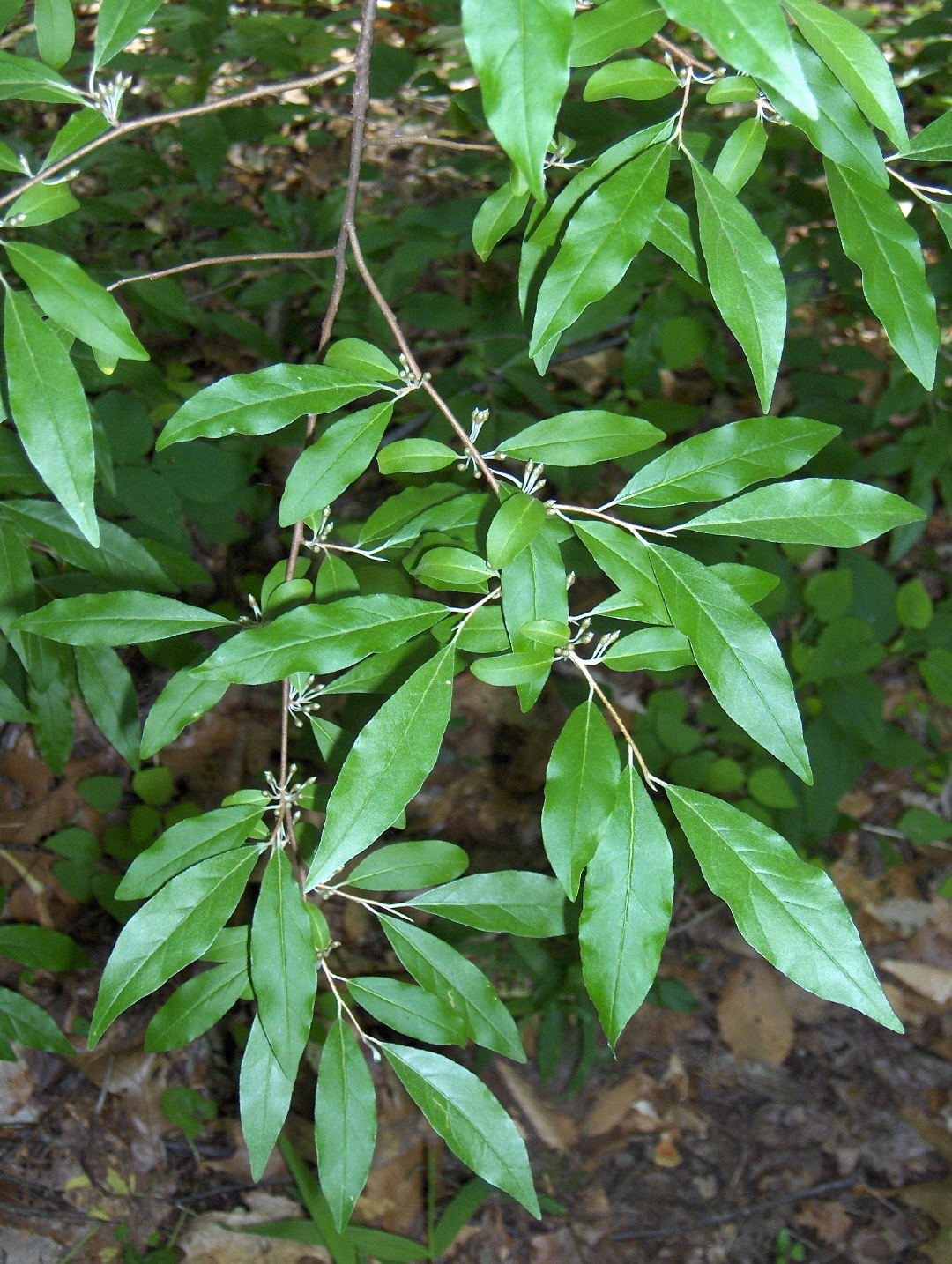
Rameau.

### Appareil reproducteur
La plante produit de nombreuses baies de 8 mm environ en grappes plus ou moins denses à l'intérieur du feuillage.

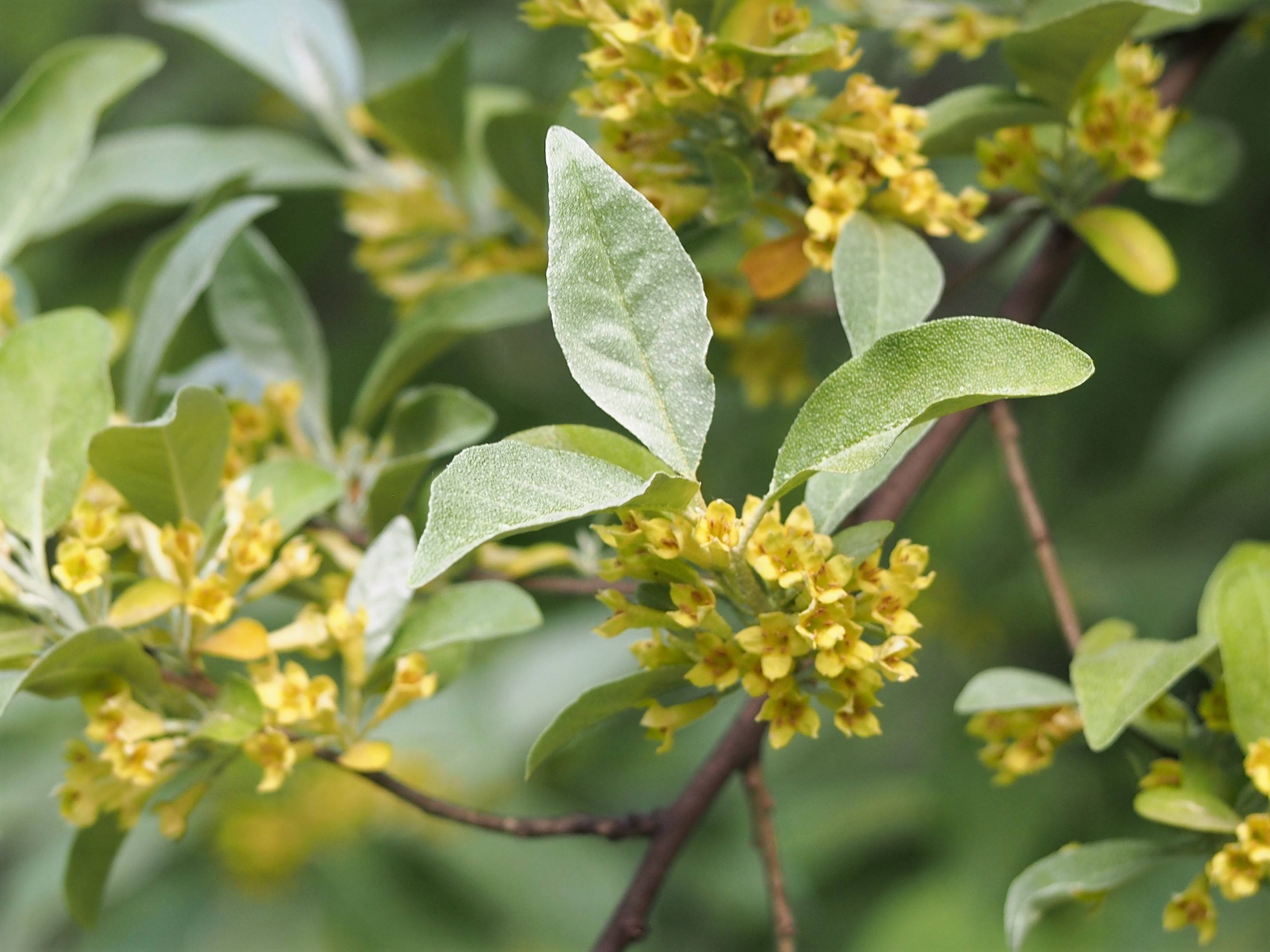
Inflorescence.
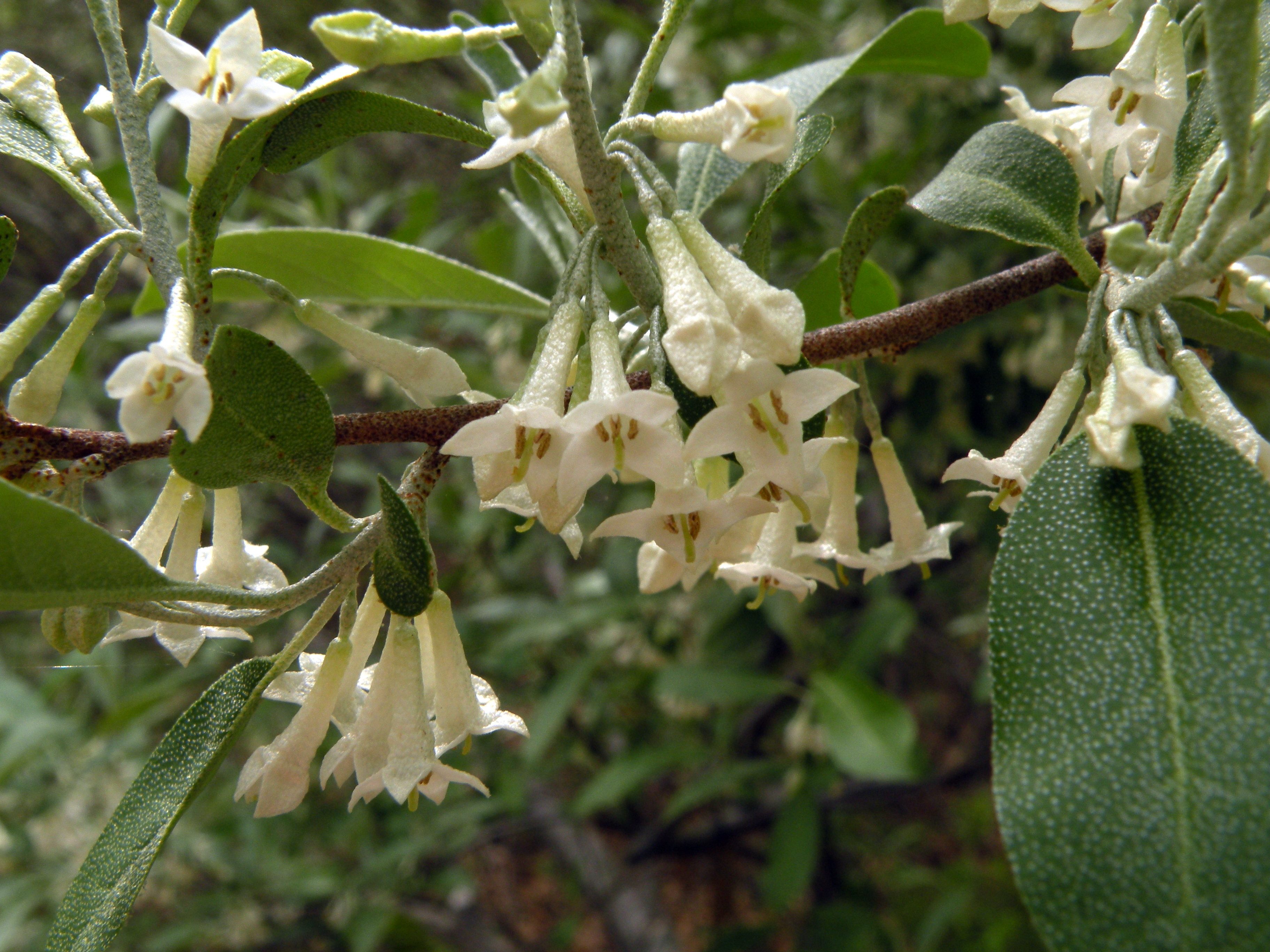
Fleurs.
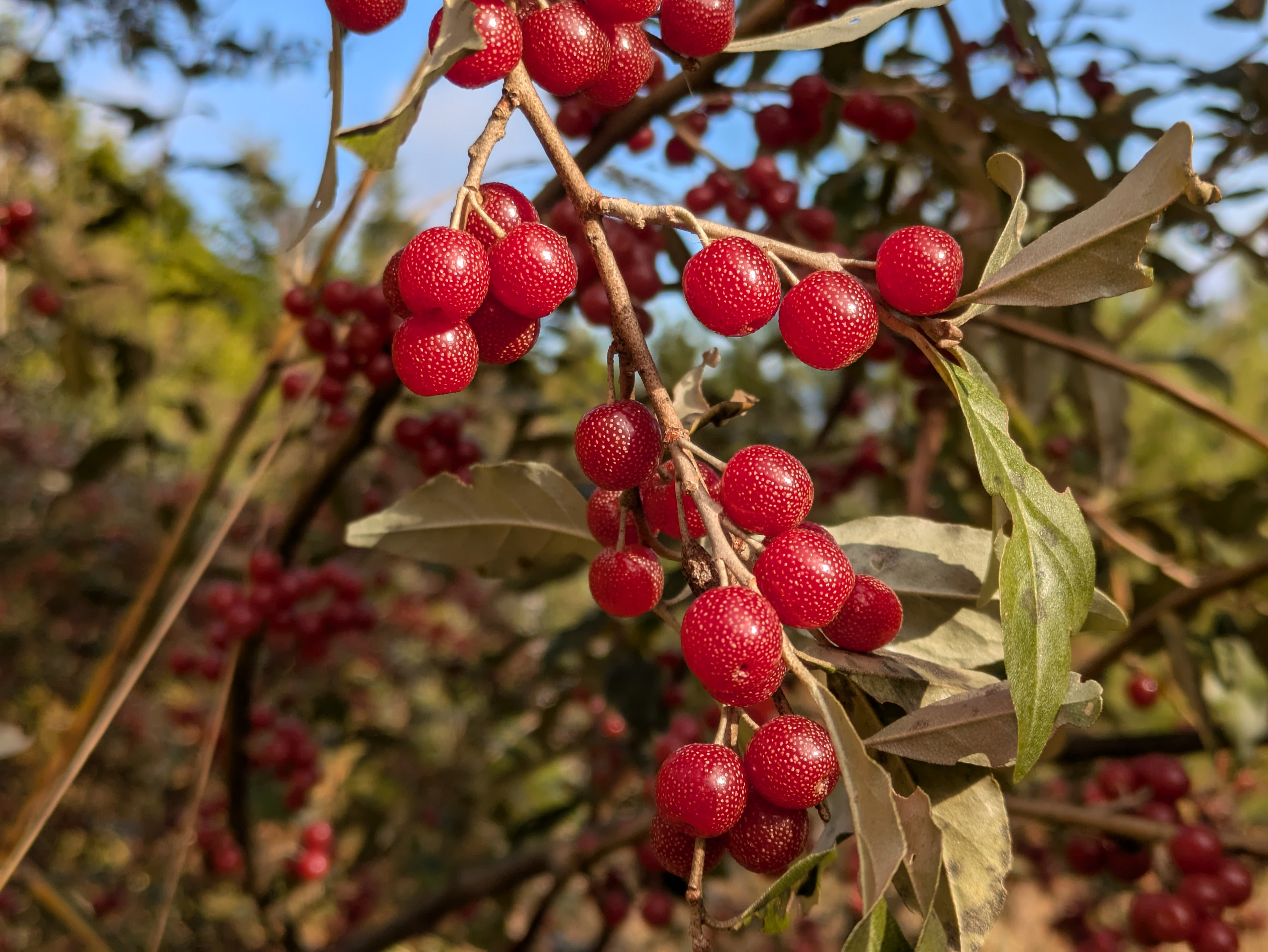
Fruit.
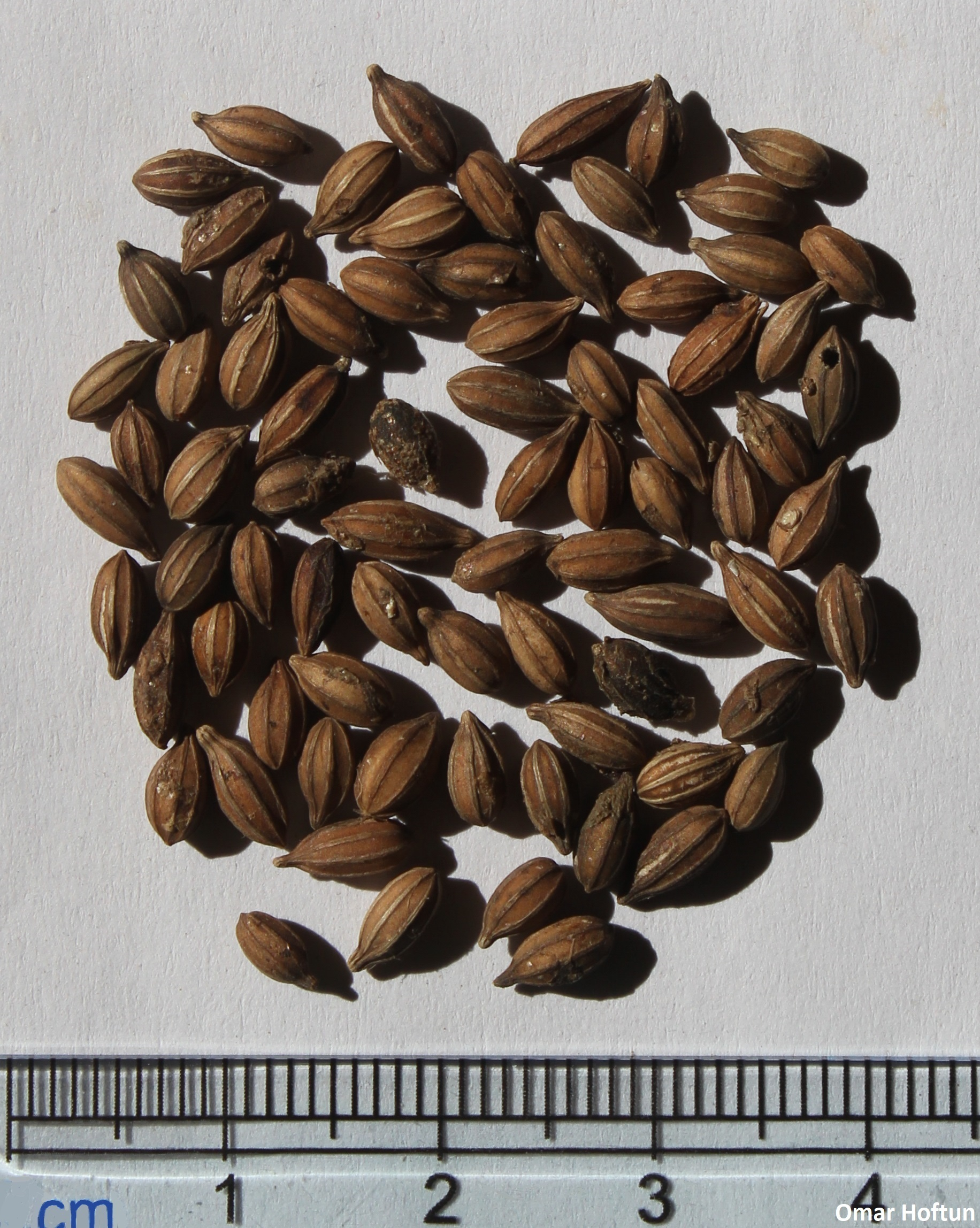
Graines.

## Appellation du fruit
Le fruit est improprement appelé olive d'automne d'après le nom vernaculaire anglais « autumn olive », bien qu'il n'ait rien à voir avec l'olive, fruit de l'Olivier. Le terme du Japon « baie d'argent » (ou « Masiro gumi »),  décrit bien son aspect précieux de petite baie pleine de points argentés. Le terme « chalef  argenté », elaeagnus, se rencontre également.

## Rusticité

Répartition de l'Oléastre à ombelles.

La plante est réputée rustique des zones USDA 4a à 8b, elle semble en effet mal supporter les étés en zone 9 et au-delà si elle n'est pas à mi-ombre.

## Utilisations

### Utilisations alimentaires
Le fruit est aromatique et tanique avant maturité. À maturité complète, en décembre — qui se constate par sa facilité à le cueillir — il est doux et très apprécié.
Dans la Revue horticole de 1901, E. Jouin prétend  que le fruit « n'est comestible qu'après avoir subi quelques degrés de froid », ce qui ne semble pas vérifié dans les pays à automne chaud, Californie et Sud de l'Europe.

### Vertus médicinales
Bien qu'il ne soit pas classé « superfruit » aux États-Unis, où la plante est qualifiée d'invasive, le fruit de l'Eleagnus umbellata possède des vertus anti-oxydantes notables : il contient 0,15 à 0,5 % de lycopène, qui aurait une action préventive contre le cancer de la prostate notamment, il constitue également un apport en flavonoïde[réf. nécessaire].